# Christophe Riblon
Christophe Riblon (født 17. januar 1981) er en fransk tidligere professionel cykelrytter.